# Port Pirie
Port Pirie è una città dell'Australia Meridionale, posta lungo il fiume Pirie, che si getta nel golfo di Spencer; essa si trova 220 chilometri a nord di Adelaide ed è la sede della Municipalità di Port Pirie. Al censimento del 2006 contava 13.206 abitanti.

## Storia
Fondata nel 1845, ora è la sede della più grande fonderia di piombo dell'emisfero australe (per molti anni è stata la più grande del mondo), di proprietà di Nyrstar, in cui vengono prodotti e raffinati anche altri minerali come zinco, rame, oro ed argento.